# The Search (film)
The Search is een film uit 1948 van regisseur Fred Zinnemann. De hoofdrollen worden vertolkt door Montgomery Clift, Ivan Jandl, Jarmila Novotná en Aline MacMahon.
De film won een Oscar en twee Golden Globes, en betekende de grote doorbraak van Montgomery Clift.

## Verhaal

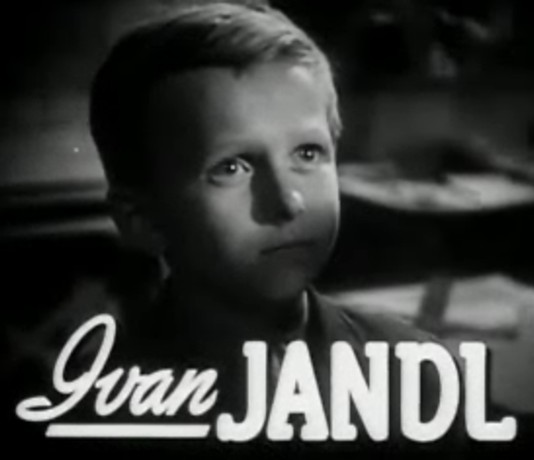
De 11-jarige Ivan Jandl werd bij de uitreiking van de Oscars beloond met de Jeugdprijs voor zijn acteerprestatie.

Karel is een kleine jongen die de gruwel van het concentratiekamp in Auschwitz overleefd heeft. Hij is afkomstig uit een rijke Tsjechische familie. Zijn vader en zijn zus werden gedeporteerd door de nazi's. Hijzelf en zijn moeder werden naar een concentratiekamp overgebracht, waar ze elkaar kwijtraakten.
Samen met andere kinderen probeert hij te overleven in een door de oorlog verwoest Europa. De hulp van de United Nations Relief and Rehabilitation Administration (UNRRA) wordt door de kinderen fout geïnterpreteerd waardoor ze op de vlucht slaan. Uiteindelijk ontmoet Karel de Amerikaanse soldaat Steve. Hij ontfermt zich over de kleine jongen en noemt hem Jim. Ondertussen blijft de kleine Jim zijn moeder zoeken, tevergeefs. Steve vertelt hem dat zijn moeder waarschijnlijk dood is.
Maar de moeder van Karel leeft nog. Ze is net als haar zoon op zoek naar haar verdwenen familielid. Ze sluit zich aan bij de UNRRA, maar daar vindt ze Karel ook niet. Wanneer Steve naar de Verenigde Staten moet terugkeren, laat hij de jongen achter bij de UNRRA. Daar wordt hij na een lange zoektocht eindelijk weer verenigd met zijn moeder.

## Rolverdeling
| Acteur            | Personage               |
| ----------------- | ----------------------- |
| Montgomery Clift  | Ralph "Steve" Stevenson |
| Ivan Jandl        | Karel Malik / "Jim"     |
| Aline MacMahon    | Mrs. Murray             |
| Jarmila Novotná   | Mrs. Hanna Malik        |
| Wendell Corey     | Jerry Fisher            |
| Claude Gambier    | Raoul Dubois            |
| Mary Patton       | Mrs. Fisher             |
| Ewart G. Morrison | Mr. Crookes             |
| William Rogers    | Tom Fisher              |
| Leopold Borkowski | Joel Markowsky          |

## Prijzen

### Oscars
- Best Writing, Motion Picture Story - Richard Schweizer, David Wechsler
- Jeugdprijs - Ivan Jandl

### Golden Globes
- Best Film Promoting International Understanding
- Best Screenplay - Richard Schweizer

### BAFTA's
- UN Award - De prijs ging naar de Verenigde Staten voor de film The Search